# Distrito de Salgótarján
El distrito de Salgótarján (húngaro: Salgótarjáni járás) es un distrito húngaro perteneciente al condado de Nógrád.
En 2013 su población era de 64 504 habitantes. Su capital es Salgótarján, que también es la capital del condado.

## Municipios
El distrito tiene una ciudad de derecho condal (la capital Salgótarján) y 28 pueblos (población a 1 de enero de 2013):
- Bárna (1081)
- Cered (1122)
- Egyházasgerge (741)
- Etes (1429)
- Ipolytarnóc (452)
- Karancsalja (1557)
- Karancsberény (884)
- Karancskeszi (1905)
- Karancslapujtő (2651)
- Karancsság (1242)
- Kazár (1870)
- Kisbárkány (194)
- Kishartyán (536)
- Litke (885)
- Lucfalva (631)
- Márkháza (252)
- Mátraszele (984)
- Mihálygerge (595)
- Nagybárkány (673)
- Nagykeresztúr (247)
- Rákóczibánya (677)
- Ságújfalu (1059)
- Salgótarján (37 199) – la capital
- Sámsonháza (270)
- Somoskőújfalu (2280)
- Sóshartyán (955)
- Szilaspogony (296)
- Vizslás (1347)
- Zabar (490)